# Ucrania en los Juegos Olímpicos de Pekín 2008
Ucrania estuvo representada en los Juegos Olímpicos de Pekín 2008 por un total de 243 deportistas que compitieron en 24 deportes.  
La portadora de la bandera en la ceremonia de apertura fue la nadadora Yana Klochkova.

## Medallistas
El equipo olímpico ucraniano obtuvo las siguientes medallas:
| Nombre                                               | Deporte            | Competición                     |
| ---------------------------------------------------- | ------------------ | ------------------------------- |
| Oro                                                  |                    |                                 |
| Natalia Dobrynska                                    | Atletismo          | Heptatlón F                     |
| Vasyl Lomachenko                                     | Boxeo              | Pluma (57 kg) M                 |
| Olha Zhovnir Olha Jarlan Halyna Pundyk Olena Jomrova | Esgrima            | Sable por eqs. F                |
| Inna Osypenko-Radomska                               | Piragüismo         | K1 500 m F                      |
| Olexandr Petriv                                      | Tiro               | Pistola rápida de fuego 25 m M  |
| Artur Aivazian                                       | Tiro               | Rifle 50 m M                    |
| Viktor Ruban                                         | Tiro con arco      | Individual M                    |
| Plata                                                |                    |                                 |
| Iryna Lishchynska                                    | Atletismo          | 1500 m F                        |
| Olena Antonova                                       | Atletismo          | Disco F                         |
| Olha Korobka                                         | Halterofilia       | +75 kg F                        |
| Vasyl Fedoryshyn                                     | Lucha libre        | 60 kg M                         |
| Andri Stadnik                                        | Lucha libre        | 66 kg M                         |
| Yuri Sujorukov                                       | Tiro               | Rifle en tres posiciones 50 m M |
| Bronce                                               |                    |                                 |
| Nataliya Tobias                                      | Atletismo          | 1500 m F                        |
| Denys Yurchenko                                      | Atletismo          | Salto con pértiga M             |
| Viacheslav Hlazkov                                   | Boxeo              | Superpesado (+91 kg) M          |
| Lesia Kalytovska                                     | Ciclismo en pista  | Persecución ind. F              |
| Olexandr Vorobiov                                    | Gimnasia artística | Anillas M                       |
| Anna Bessonova                                       | Gimnasia rítmica   | Concurso completo ind. F        |
| Natalia Davydova                                     | Halterofilia       | 69 kg F                         |
| Roman Hontiuk                                        | Judo               | –81 kg M                        |
| Armen Vardanian                                      | Lucha grecorromana | 66 kg M                         |
| Taras Danko                                          | Lucha libre        | 84 kg M                         |
| Iryna Merleni                                        | Lucha libre        | 69 kg F                         |
| Viktoriya Tereshchuk                                 | Pentatlón moderno  | Individual F                    |
| Yuri Cheban                                          | Piragüismo         | C1500 m M                       |
| Illia Kvasha Olexi Pryhorov                          | Saltos             | Trampolín 3 m sincronizado M    |